# Bobby Wood
Bobby Shou Wood (Honolulú, Hawái, 15 de noviembre de 1992) es un futbolista estadounidense que juega de delantero.

## Trayectoria

### TSV 1860 Múnich
De padre afroamericano y madre japonesa, comenzó jugando en las categorías inferiores del TSV 1860 Múnich y actualmente juega en el filial o TSV 1860 Múnich B. Wood debutó con el primer equipo el 29 de enero de 2011, entrando como suplente a los 82 minutos en un partido de la 2. Bundesliga contra el MSV Duisburg.
Luego de más de un año de ausencia debido a una seria lesión de rodilla, el juvenil estadounidense volvió a jugar un partido competitivo con el primer equipo el 24 de noviembre de 2012, ingresando en el segundo tiempo del empate 2-2 ante el Union Berlin. Días después, el 27 de noviembre de 2012, volvió a ser titular en la victoria 1-0 sobre el SC Paderborn 07. Anotó su primer gol con el primer equipo el 30 de noviembre de 2012, en el empate 1-1 ante el VfR Aalen.

### Erzgebirge Aue
El 2 de febrero de 2015 Wood fue enviado a préstamo por el resto de la temporada 2014-15 al Erzgebirge Aue, también de la 2. Bundesliga,  luego de haber sido relegado al banco del 1860 Múnich. Anotó sus primeros dos goles con su nuevo club el 13 de febrero de 2015 en la victoria 3-2 sobre el Fortuna Düsseldorf. Estos dos goles fueron los primeros que anotaba en más de dos años.

### Union Berlin
Inmediatamente después de regresar al TSV 1860 Múnich de su préstamo, Wood dejó el club para fichar con el Union Berlin, también de la 2. Bundesliga, el 6 de julio de 2015. Debutó con su nuevo club el 27 de julio de 2015 en el empate 1-1 frente al Fortuna Düsseldorf, y anotó su primer gol semanas después en el empate 2-2 frente al FC Kaiserslautern. Wood tuvo una buena temporada con el club de la capital finalizando la misma con 17 goles y superando así el récord de goleo de un jugador estadounidense en cualquiera de las dos máximas divisiones de Alemania.

### Hamburgo y Hannover
Luego de una notable temporada en la 2. Bundesliga con el Union Berlin, Wood fichó por 4 años con el Hamburgo SV de la 1. Bundesliga el 14 de mayo de 2016.
Tras el descenso del HSV a 2. Bundesliga, el 9 de julio de 2018 firma con el Hannover 96 cedido por una temporada con opción de compra.

### Estados Unidos
El 2 de abril de 2021 se hizo oficial su marcha a los Estados Unidos para jugar en el Real Salt Lake a partir del 1 de julio hasta 2023. Once días después rescindió su contrato con el Hamburgo S. V.
En diciembre de 2022 se unió a New England Revolution por un año con opción a otro. Pasadas esas dos campañas, quedó libre al expirar su contrato y no ser renovado.

## Selección nacional
Ha sido internacional sub-17 y sub-20 con Estados Unidos.
El 31 de mayo de 2013 fue incluido en la lista preliminar de 35 jugadores que participarían de la Copa de Oro de la Concacaf de ese año, haciendo de esta la primera vez que Wood era considerado para la selección mayor estadounidense. No obstante, Wood y su club decidieron que lo mejor era prepararse para la siguiente temporada del fútbol alemán y rechazaron el llamado. Semanas después de concluido el torneo, Wood fue llamado una vez más a la selección para un amistoso frente a Bosnia y Herzegovina. Hizo su debut en ese encuentro, ingresando como suplente en los minutos finales. Anotó su primer gol internacional convirtiendo el tanto definitivo en la victoria 4-3 en un partido amistoso con los Países Bajos, ayudando a su selección a conseguir su primera victoria sobre el conjunto europeo en su historia.

### Goles internacionales
| #   | Fecha                   | Lugar                                                    | Rival                        | Gol   | Resultado | Competición                     |
| --- | ----------------------- | -------------------------------------------------------- | ---------------------------- | ----- | --------- | ------------------------------- |
| 1.  | 5 de junio de 2015      | Amsterdam Arena, Ámsterdam, Países Bajos                 | Países Bajos                 | 4 - 3 | 4 - 3     | Amistoso                        |
| 2.  | 10 de junio de 2015     | RheinEnergieStadion, Colonia, Alemania                   | Alemania                     | 2 – 1 | 2 – 1     | Amistoso                        |
| 3.  | 10 de octubre de 2015   | Rose Bowl, Pasadena, California, EE. UU.                 | México                       | 2 – 2 | 2 – 3     | Copa Concacaf 2015              |
| 4.  | 13 de noviembre de 2015 | Busch Stadium, St. Louis, EE. UU.                        | San Vicente y las Granadinas | 1 – 1 | 6 – 1     | Eliminatorias Copa Mundial 2018 |
| 5.  | 22 de mayo de 2016      | Estadio Juan Ramón Loubriel, Bayamón, Puerto Rico        | Puerto Rico                  | 2 – 0 | 3 – 1     | Amistoso                        |
| 6.  | 7 de junio de 2016      | Soldier Field, Chicago, Estados Unidos                   | Costa Rica                   | 3 – 0 | 4 – 0     | Copa América Centenario         |
| 7.  | 2 de septiembre de 2016 | Arnos Vale Stadium, San Vicente y las Granadinas         | San Vicente y las Granadinas | 0 - 1 | 0 – 6     | Eliminatorias Copa Mundial 2018 |
| 8.  | 11 de noviembre de 2016 | Busch Stadium, St. Louis, EE. UU.                        | México                       | 1 – 1 | 1 – 2     | Eliminatorias Copa Mundial 2018 |
| 9.  | 5 de septiembre de 2017 | Estadio Olímpico Metropolitano, San Pedro Sula, Honduras | Honduras                     | 1 - 1 | 1 – 1     | Eliminatorias Copa Mundial 2018 |
| 10. | 6 de noviembre de 2017  | Busch Stadium, St. Louis, EE. UU.                        | Panamá                       | 4 – 0 | 4 – 0     | Eliminatorias Copa Mundial 2018 |
| 11. | 27 de marzo de 2018     | WakeMed Soccer Park, Cary (Carolina del Norte), EE. UU.  | Paraguay                     | 1 – 0 | 1 – 0     | Amistoso                        |
| 12. | 11 de octubre de 2018   | Raymond James Stadium, Tampa, EE. UU.                    | Colombia                     | 2 – 1 | 2 – 4     | Amistoso                        |

### Participaciones en Copas América
| Copa              | Sede           | Resultado    | Partidos | Goles |
| ----------------- | -------------- | ------------ | -------- | ----- |
| Copa América 2016 | Estados Unidos | Cuarto lugar | 5        | 1     |

## Estadísticas
Actualizado a la temporada 2024.
| Club                                               | Div.          | Temporada     | Liga  | Liga  | Copas nacionales(1) | Copas nacionales(1) | Torneos internacionales | Torneos internacionales | Total | Total |
| Club                                               | Div.          | Temporada     | Part. | Goles | Part.               | Goles               | Part.                   | Goles                   | Part. | Goles |
| -------------------------------------------------- | ------------- | ------------- | ----- | ----- | ------------------- | ------------------- | ----------------------- | ----------------------- | ----- | ----- |
| TSV 1860 Múnich · Alemania                         | 2.ª           | 2010-11       | 5     | 0     | 0                   | 0                   | ―                       | ―                       | 5     | 0     |
| TSV 1860 Múnich · Alemania                         | 2.ª           | 2011-12       | 3     | 0     | 1                   | 0                   | ―                       | ―                       | 4     | 0     |
| TSV 1860 Múnich · Alemania                         | 2.ª           | 2012-13       | 15    | 3     | 1                   | 0                   | ―                       | ―                       | 16    | 3     |
| TSV 1860 Múnich · Alemania                         | 2.ª           | 2013-14       | 21    | 0     | 1                   | 0                   | ―                       | ―                       | 22    | 0     |
| TSV 1860 Múnich · Alemania                         | 2.ª           | 2014-15       | 6     | 0     | 1                   | 0                   | ―                       | ―                       | 7     | 0     |
| TSV 1860 Múnich · Alemania                         | Total club    | Total club    | 50    | 3     | 4                   | 0                   | ―                       | ―                       | 54    | 3     |
| Erzgebirge Aue · Alemania                          | 2.ª           | 2014-15       | 9     | 3     | 0                   | 0                   | ―                       | ―                       | 9     | 3     |
| Erzgebirge Aue · Alemania                          | Total club    | Total club    | 9     | 3     | 0                   | 0                   | ―                       | ―                       | 9     | 3     |
| Union Berlin · Alemania                            | 2.ª           | 2015-16       | 31    | 17    | 1                   | 0                   | ―                       | ―                       | 32    | 17    |
| Union Berlin · Alemania                            | Total club    | Total club    | 31    | 17    | 1                   | 0                   | ―                       | ―                       | 32    | 17    |
| Hamburgo S. V. · Alemania                          | 1.ª           | 2016-17       | 28    | 5     | 4                   | 4                   | ―                       | ―                       | 32    | 9     |
| Hamburgo S. V. · Alemania                          | 1.ª           | 2017-18       | 24    | 2     | 1                   | 1                   | ―                       | ―                       | 25    | 3     |
| Hannover 96 · Alemania                             | 1.ª           | 2018-19       | 20    | 3     | 2                   | 0                   | ―                       | ―                       | 22    | 3     |
| Hannover 96 · Alemania                             | Total club    | Total club    | 20    | 3     | 2                   | 0                   | ―                       | ―                       | 22    | 3     |
| Hamburgo S. V. · Alemania                          | 2.ª           | 2019-20       | 6     | 0     | 0                   | 0                   | ―                       | ―                       | 6     | 0     |
| Hamburgo S. V. · Alemania                          | 2.ª           | 2020-21       | 16    | 1     | 1                   | 0                   | ―                       | ―                       | 17    | 1     |
| Hamburgo S. V. · Alemania                          | Total club    | Total club    | 74    | 8     | 6                   | 5                   | ―                       | ―                       | 80    | 13    |
| Real Salt Lake Estados Unidos                      | 1.ª           | 2021          | 20    | 3     | ―                   | ―                   | ―                       | ―                       | 20    | 3     |
| Real Salt Lake Estados Unidos                      | 1.ª           | 2022          | 14    | 3     | 0                   | 0                   | ―                       | ―                       | 14    | 3     |
| Real Salt Lake Estados Unidos                      | Total club    | Total club    | 34    | 6     | 0                   | 0                   | ―                       | ―                       | 34    | 6     |
| New England Revolution Estados Unidos              | 1.ª           | 2023          | 31    | 7     | 0                   | 0                   | 2                       | 0                       | 33    | 7     |
| New England Revolution Estados Unidos              | 1.ª           | 2024          | 18    | 4     | ―                   | ―                   | 7                       | 2                       | 25    | 6     |
| New England Revolution Estados Unidos              | Total club    | Total club    | 49    | 11    | 0                   | 0                   | 9                       | 2                       | 58    | 13    |
| Total carrera                                      | Total carrera | Total carrera | 267   | 51    | 13                  | 5                   | 9                       | 2                       | 289   | 58    |
| (1)Incluye datos de la Copa de Alemania (2011-18). |               |               |       |       |                     |                     |                         |                         |       |       |